# Mîkolaiivka, Berezivka
Mîkolaiivka (în ucraineană Миколаївка) este un sat în comuna Stari Maiakî din raionul Berezivka, regiunea Odesa, Ucraina.

## Demografie
Componența lingvistică a localității Mîkolaiivka
     Ucraineană (98,52%)
     Alte limbi (1,33%)
Conform recensământului din 2001, majoritatea populației localității Mîkolaiivka era vorbitoare de ucraineană (98,52%), existând în minoritate și vorbitori de alte limbi.